# Resolutie 464 Veiligheidsraad Verenigde Naties
Resolutie 464 van de Veiligheidsraad van de Verenigde Naties werd unaniem aangenomen op 19 februari 1980. De Veiligheidsraad beval de eilandstaat Saint Vincent en de Grenadines aan voor VN-lidmaatschap.

## Achtergrond
Op de vorige vergadering had de VN-Veiligheidsraad beslist om de kandidatuur van Saint Vincent en de Grenadines om lid van de Verenigde Naties te worden door te sturen naar de Commissie voor de Toelating van Nieuwe Leden.
Op de vergadering op 19 februari werd het rapport van de commissie besproken. Hiervoor waren de vertegenwoordigers van Saint Lucia en Trinidad en Tobago uitgenodigd, zonder stemrecht.

## Inhoud
De Veiligheidsraad had de aanvraag van Sint-Vincent en de Grenadines bestudeerd, en beval de Algemene Vergadering aan om  Sint-Vincent en de Grenadines toe te laten als VN-lidstaat.

## Verwante resoluties
- Resolutie 433 Veiligheidsraad Verenigde Naties (Salomonseilanden)
- Resolutie 442 Veiligheidsraad Verenigde Naties (Dominica)
- Resolutie 477 Veiligheidsraad Verenigde Naties (Zimbabwe)
- Resolutie 489 Veiligheidsraad Verenigde Naties (Vanuatu)

Lijst ·  462 ·  463 ·  464 ·  465 ·  466 ·  467 ·  468 ·  469 ·  470 ·  471 ·  472 ·  473 ·  474 ·  475 ·  476 ·  477 ·  478 ·  479 ·  480 ·  481 ·  482 ·  483 ·  484